# Vòng loại Giải vô địch bóng đá thế giới 2026 – Khu vực châu Phi (Bảng G)
Bảng G của vòng loại Giải vô địch bóng đá thế giới 2026 khu vực châu Phi là một trong chín bảng đấu của CAF cho vòng loại Giải vô địch bóng đá thế giới 2026. Bảng này bao gồm các đội tuyển Algérie, Guinée, Uganda, Mozambique, Botswana và Somalia.
Đội nhất bảng sẽ trực tiếp giành quyền tham dự Giải vô địch bóng đá thế giới 2026, và các đội nhì bảng sẽ có thể giành quyền thi đấu tại vòng play-off để xác định một đội tiến vào vòng play-off liên lục địa.

## Bảng xếp hạng
| VT | Đội         | ST | T | H | B | BT | BB | HS  | Đ  | Giành quyền tham dự                |     | Algérie | Mozambique | Botswana | Uganda | Guinée | Somalia |
| -- | ----------- | -- | - | - | - | -- | -- | --- | -- | ---------------------------------- | --- | ------- | ---------- | -------- | ------ | ------ | ------- |
| 1  | Algérie     | 6  | 5 | 0 | 1 | 16 | 6  | +10 | 15 | Giải vô địch bóng đá thế giới 2026 |     | —       | 5–1        | T09      | T10    | 1–2    | 3–1     |
| 2  | Mozambique  | 6  | 4 | 0 | 2 | 10 | 11 | −1  | 12 | Có thể giành quyền vào vòng 2      |     | 0–2     | —          | T09      | 3–1    | T10    | 2–1     |
| 3  | Botswana    | 6  | 3 | 0 | 3 | 9  | 8  | +1  | 9  |                                    |     | 1–3     | 2–3        | —        | T10    | 1–0    | 2–0     |
| 4  | Uganda      | 6  | 3 | 0 | 3 | 6  | 7  | −1  | 9  |                                    | 1–2 | T09     | 1–0        | —        | 1–0    | T09    |         |
| 5  | Guinée      | 6  | 2 | 1 | 3 | 4  | 5  | −1  | 7  |                                    | T09 | 0–1     | T10        | 2–1      | —      | 0–0    |         |
| 6  | Somalia (Z) | 6  | 0 | 1 | 5 | 3  | 11 | −8  | 1  |                                    | T10 | T10     | 1–3        | 0–1      | T09    | —      |         |

## Các trận đấu
| Botswana                     | 2–3      | Mozambique                             |
| ---------------------------- | -------- | -------------------------------------- |
| - Tlhalefang 74' - Ngele 85' | Chi tiết | - Clésio 14' - Ratifo 52' - Muiomo 75' |

| Algérie                                        | 3–1      | Somalia     |
| ---------------------------------------------- | -------- | ----------- |
| - Abdi 2' (l.n.) - Bounedjah 31' - Slimani 80' | Chi tiết | - Ahmed 65' |

| Guinée                           | 2–1      | Uganda     |
| -------------------------------- | -------- | ---------- |
| - A. Camara 10' - S. Cissé 90+5' | Chi tiết | - Bayo 30' |

| Mozambique | 0–2      | Algérie                     |
| ---------- | -------- | --------------------------- |
|            | Chi tiết | - Chaïbi 69' - Zerrouki 80' |

| Botswana         | 1–0      | Guinée |
| ---------------- | -------- | ------ |
| - Seakanyeng 79' | Chi tiết |        |

| Somalia | 0–1      | Uganda    |
| ------- | -------- | --------- |
|         | Chi tiết | - Mato 4' |

| Algérie            | 1–2      | Guinée                         |
| ------------------ | -------- | ------------------------------ |
| - Baldé 52' (l.n.) | Chi tiết | - M. Sylla 50' - A. Camara 63' |

| Mozambique               | 2–1      | Somalia      |
| ------------------------ | -------- | ------------ |
| - Amade 14' - Ratifo 29' | Chi tiết | - Shirwa 66' |

| Uganda       | 1–0      | Botswana |
| ------------ | -------- | -------- |
| - Shaban 74' | Chi tiết |          |

| Guinée | 0–1      | Mozambique             |
| ------ | -------- | ---------------------- |
|        | Chi tiết | - Catamo 90+3' (ph.đ.) |

| Uganda        | 1–2      | Algérie                    |
| ------------- | -------- | -------------------------- |
| - Mutyaba 10' | Chi tiết | - Aouar 46' - Benrahma 58' |

| Somalia      | 1–3      | Botswana                                       |
| ------------ | -------- | ---------------------------------------------- |
| - Hassan 74' | Chi tiết | - Sesinyi 10' - Gaolaolwe 53' - Seakanyeng 72' |

| Guinée | v | Somalia |
| ------ | - | ------- |
|        |   |         |

| Mozambique | v | Uganda |
| ---------- | - | ------ |
|            |   |        |

| Botswana | v | Algérie |
| -------- | - | ------- |
|          |   |         |

| Uganda | v | Guinée |
| ------ | - | ------ |
|        |   |        |

| Algérie | v | Mozambique |
| ------- | - | ---------- |
|         |   |            |

| Botswana | v | Somalia |
| -------- | - | ------- |
|          |   |         |

| Uganda | v | Mozambique |
| ------ | - | ---------- |
|        |   |            |

| Somalia | v | Guinée |
| ------- | - | ------ |
|         |   |        |

| Algérie | v | Botswana |
| ------- | - | -------- |
|         |   |          |

| Guinée | v | Algérie |
| ------ | - | ------- |
|        |   |         |

| Uganda | v | Somalia |
| ------ | - | ------- |
|        |   |         |

| Mozambique | v | Botswana |
| ---------- | - | -------- |
|            |   |          |

| Somalia | v | Algérie |
| ------- | - | ------- |
|         |   |         |

| Mozambique | v | Guinée |
| ---------- | - | ------ |
|            |   |        |

| Botswana | v | Uganda |
| -------- | - | ------ |
|          |   |        |

| Guinée | v | Botswana |
| ------ | - | -------- |
|        |   |          |

| Somalia | v | Mozambique |
| ------- | - | ---------- |
|         |   |            |

| Algérie | v | Uganda |
| ------- | - | ------ |
|         |   |        |

## Cầu thủ ghi bàn
Đang có 48 bàn thắng ghi được trong 18 trận đấu, trung bình 2.67 bàn thắng mỗi trận đấu (tính đến ngày 25 tháng 3 năm 2025).
5 bàn
- Mohamed Amoura

3 bàn
- Stanley Ratifo

2 bàn
- Kabelo Seakanyeng
- Aguibou Camara
- Geny Catamo
- Pepo
- Muhammad Shaban

1 bàn
- Houssem Aouar
- Said Benrahma
- Baghdad Bounedjah
- Farès Chaïbi
- Amine Gouiri
- Jaouen Hadjam
- Aïssa Mandi
- Islam Slimani
- Ramiz Zerrouki
- Mosha Gaolaolwe
- Mothusi Johnson
- Tebogo Kopelang
- Gape Mohutsiwa
- Mogakolodi Ngele
- Thabang Sesinyi
- Molaodi Tlhalefang
- Seydouba Cissé
- Serhou Guirassy
- Alfons Amade
- Clésio
- Jonathan Muiomo
- Yusuf Ahmed
- Sak Hassan
- Ismail Shirwa
- Fahad Bayo
- Rogers Mato
- Travis Mutyaba
- Allan Okello

1 bàn phản lưới nhà
- Yasser Baldé (trong trận gặp Algeria)
- Ahmed Abdullahi Abdi (trong trận gặp Algeria)